# 卵圓蝎蝽
卵圓蝎蝽（学名：Laccotrephes griseus）为蝎蝽科蝎蝽屬下的一个种。